# Йоахим VII фон дер Шуленбург
Йоахим VII фон дер Шуленбург (на немски: Joachim VII. von der Schulenburg; * 30 април 1574; † 25 януари 1619) е благородник от „Черната линия“ на род фон дер Шуленбург.
Той е син на Рихард III фон дер Шуленбург (1547 – 1600) и съпругата му Бригита фон Шьонберг († 1604). Внук е на Йоахим II фон дер Шуленбург „Богатия“ (1522 – 1594) и София фон Велтхайм († 1558). Потомък е на Вернер VIII фон дер Шуленбург († 1445/1448) и Барбара фон Есторф (* ок. 1360).
Фамилията притежава „господството Либерозе“ в Бранденбург от 1519 до 1943 г. Дядо му Йоахим II е наричан „Богатия“ и е един от най-богатите в Долна Лужица. Баща му Рихард III наследява голямата собственост. През 1665 г. териториите отиват на Ахац II фон дер Шуленбург от Бетцендорф в Алтмарк.

## Фамилия
Йоахим VII фон дер Шуленбург се жени за Урсула фон Китлиц, дъщеря на Карл фон Китлиц (* 1550) и Хедвиг фон Зайдлиц. Те имат (вероятно) една дъщеря:
- Хедвиг София фон дер Шуленбург (1605 – 1642), омъжена за фрайхер Зайфрид/Зигфрид фон Китлиц († 1667)

Йоахим VII фон дер Шуленбург се жени втори път за Мария Хедвиг фон Дона († сл. 1668), дъщеря на Хайнрих цу Дона. Те имат един син:
- Хайнрих Йоахим фон дер Шуленбург (* 11 февруари 1610 в Либерозе в Бранденбург; † 2 октомври 1665 в Любен, Бранденбург), фрайхер, женен I. за фрайин Ердмута фон Промниц (* 16 февруари 1630; † 7 юни 1650, Либерозе), II. на 15 декември 1651 г. за Елеонора Магдалена фон Золмс в Барут (* 6 декември 1632; † 16 май 1669); бездетен[3]
- вероятно от този брак е и Хедвиг София фон дер Шуленбург (1605 – 1642), омъжена за фрайхер Зайфрид/Зигфрид фон Китлиц († 1667)